# Distretto di El Kantara
Il distretto di El Kantara è un distretto della provincia di Biskra, in Algeria, con capoluogo El Kantara.

## Comuni
Sono comuni del distretto:
- El Kantara
- Ain Zaatout